# Marienlyst
Zámek Marienlyst byl postaven roku 1588 jako královský letohrádek v dánském Helsingøru, ale nikdy nebyl k tomuto účelu používán.
V roce 1760 byl Nicolasem-Henrim Jardinem přestavěn a rozšířen v klasicistním stylu. Král Kristián VII. Dánský daroval zámeček své nevlastní matce Julianě Brunšvické. Po roce 1858 byl používán jako hotel. Od roku 1930 je zde muzeum se sbírkou obrazů. Součástí zámečku je i zahrada, kde se nachází údajný, ale uměle vybudovaný Hamletův hrob.